# Église Notre-Dame-Auxiliatrice de Clichy
Pour les articles homonymes, voir Église Notre-Dame-Auxiliatrice.
L'église Notre-Dame-Auxiliatrice est une église de la commune de Clichy, située à l'angle de la rue Klock et de la rue d'Alsace.

## Historique

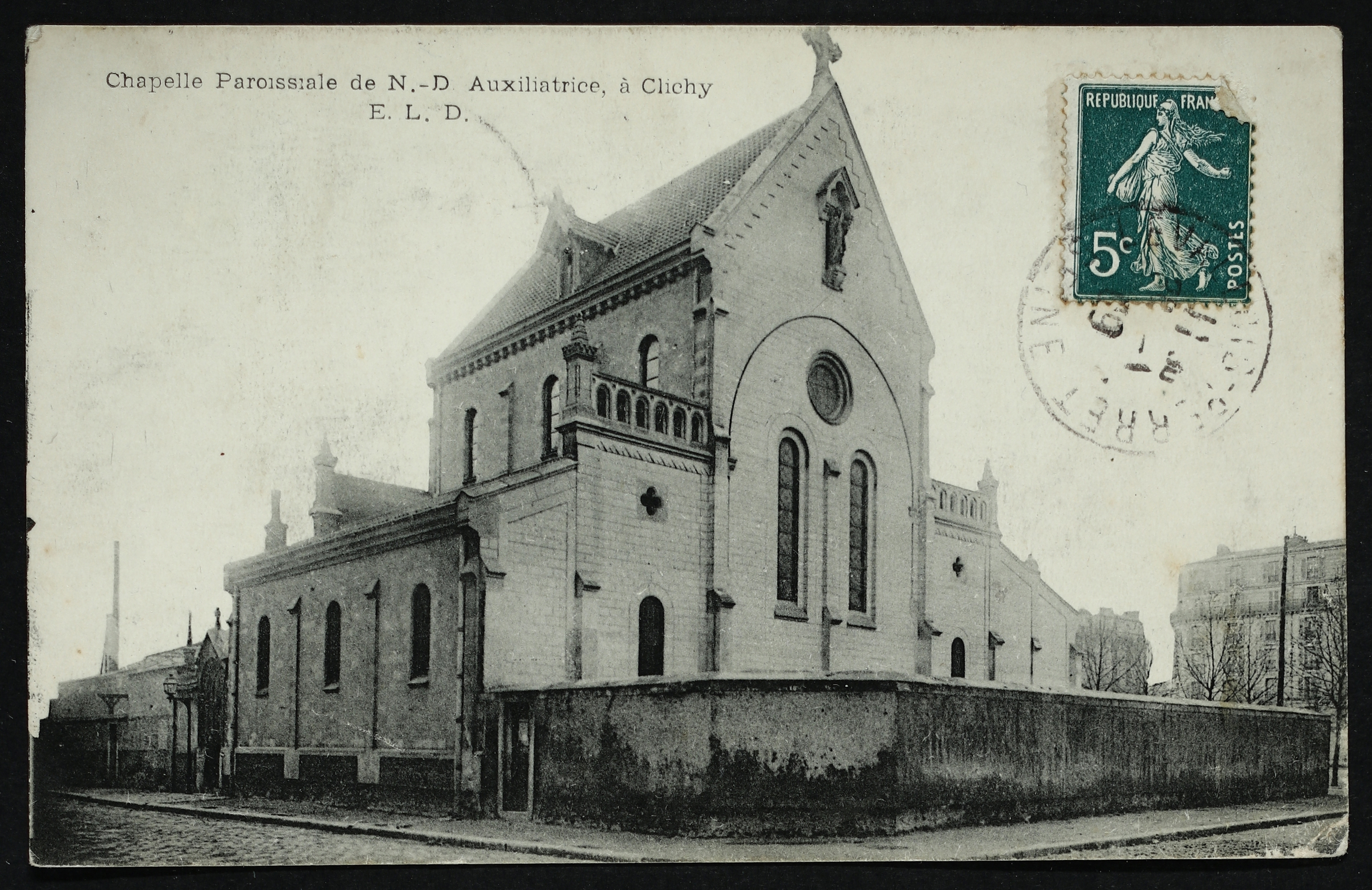
Chapelle Paroissiale N.-D. Auxiliatrice, à Clichy.

Une première chapelle est édifiée en 1886 entre la route de la Révolte et les fortifications de Paris, grâce à la générosité de mademoiselle Roland-Gosselin. On lui donne le nom de Chapelle du Secours, et en 1907 elle est érigée en paroisse Notre-Dame Auxiliatrice.
Les travaux d'agrandissement entrepris par la suite la fragilisent, et elle doit être fermée en 1995 pour des raisons de sécurité. Menacée d'effondrement, elle est détruite en 1997.

## Nouvelle église
L'actuelle église a été inaugurée le 1er avril 2000 par Monseigneur Gérard Daucourt.

## Pour approfondir